# Daniel Inouye
Daniel Inouye (en japonais : 井上 建 ; nom prononcé en anglais : /iːˈnoʊˌeɪ/), né le 7 septembre 1924 à Honolulu (alors dans le territoire d'Hawaï) et mort le 17 décembre 2012 à Bethesda (Maryland), est un homme politique américain, membre du Parti démocrate et sénateur d'Hawaï au Congrès des États-Unis de 1963 à 2012. Il est, après le décès du sénateur Robert Byrd le 28 juin 2010, le président pro tempore du Sénat jusqu'à sa mort.
Inouye est le quatrième élu à la plus grande longévité congressionnelle de l'histoire des États-Unis avec plus de 53 ans de mandats. Vétéran décoré de la Seconde Guerre mondiale, il est le premier représentant et premier sénateur américain d'ascendance japonaise. Il est un Nippo-Américain de la 2e génération (nisei). L'aéroport international Daniel K. Inouye à Honolulu est baptisé en son honneur.

## Biographie

### Jeunesse
Daniel Ken Inouye naît le 7 septembre 1924 à Honolulu, fils aîné des quatre enfants de Hyotaro et Kame Imanaga Inouye, des immigrés japonais,. En 1943, il s'enrôle comme volontaire dans l'armée et passe une partie de la Seconde Guerre mondiale à combattre en Afrique du Nord et en France dans le 442 RCT, ce qui lui vaut de recevoir des décorations prestigieuses (Bronze Star et Distinguished Service Cross) comme tous les membres de ce groupement régimentaire. Le 21 avril 1945, quelques semaines avant la fin de la guerre en Europe, il mène un assaut sur une crête fortement défendue connue sous le nom de Colle Musatello, près du hameau de San Terenzo (it), en Italie. Bien qu'il ait reçu une balle dans l'estomac, il détruit un nid de mitrailleuses allemand avec une grenade à main et un autre avec sa mitraillette. Il rampe vers le troisième lorsqu'un lance-grenades ennemi frappe son bras droit, le coupant presque complètement. Une grenade est encore dans sa main droite sur laquelle il n'a plus aucun contrôle, mais malgré cela, Inouye détache la grenade avec sa main gauche et la lance dans le nid de mitrailleuses. Trébuchant, il continue d'aller de l'avant et fait taire le feu allemand avec des rafales de sa mitraillette avant d'être touché à la jambe et de s'effondrer inconscient. Son bras droit mutilé est amputé dans un hôpital de campagne,. 
Après la guerre, il reste dans l'armée jusqu'en 1947 qu'il quitte avec le grade de capitaine. Une fois démobilisé il est accepté à l'université d'Hawaï où il obtient le baccalauréat universitaire (licence) mention économie en 1950, puis il est accepté à la faculté de droit de l'université George Washington où il obtient le Juris Doctor en 1953,. 

### Carrière politique

#### Élu au Congrès

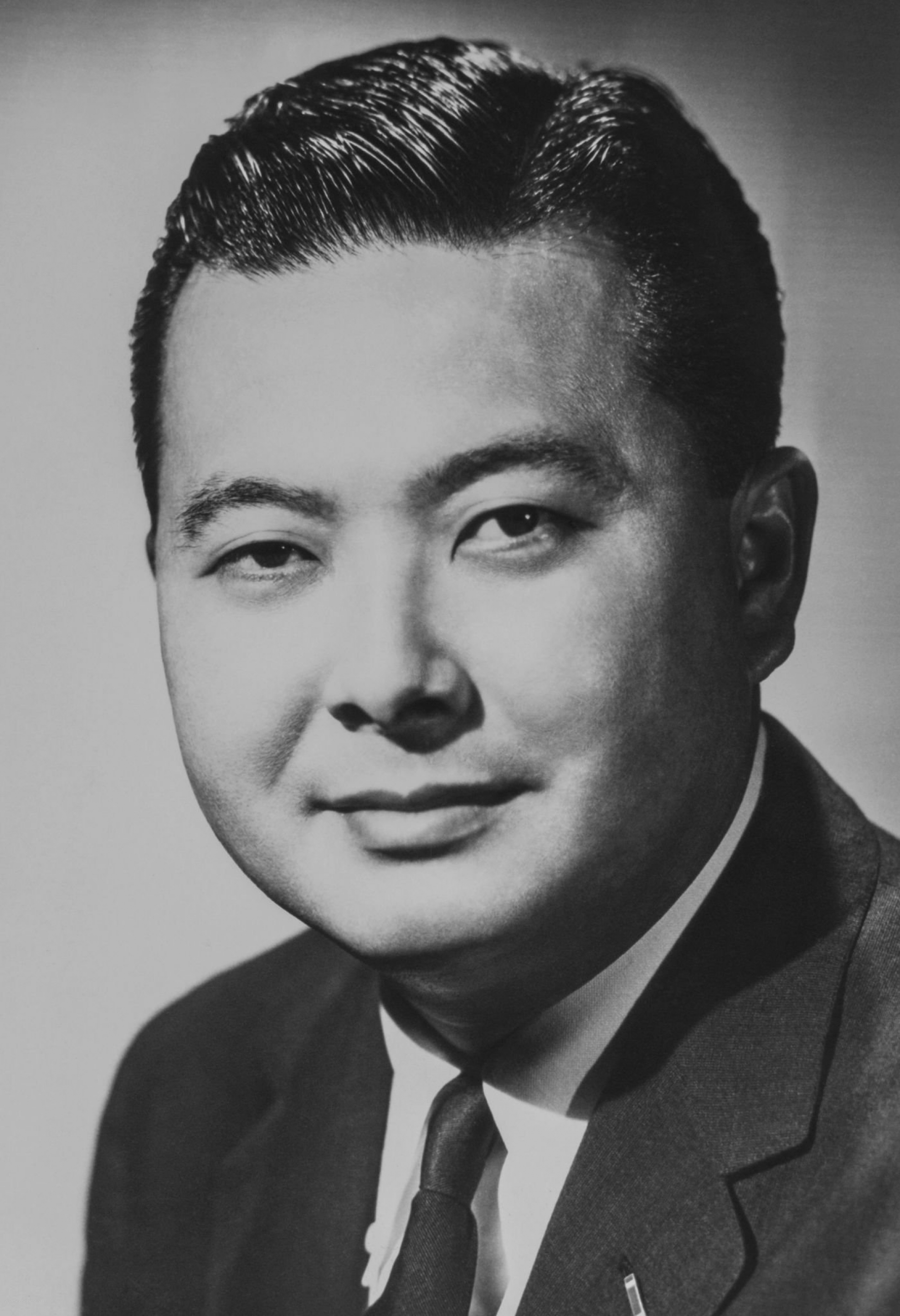
Daniel Inouye (1963).

Ses études terminées, il devient avocat en 1953. Il est ensuite élu procureur adjoint (city attorney) de la ville de Honolulu. Il devient un membre actif du Parti démocrate et en 1954, il est élu à la législature territoriale d'Hawaï où il devient le leader de la majorité démocrate. 
En 1959, Hawaï devient le cinquantième État des États-Unis permettant à Daniel Inouye de se présenter et d'être élu à la Chambre des représentants des États-Unis. Il est réélu en 1960.  En 1962, il est élu au Sénat des États-Unis succédant au démocrate Oren Long. Daniel Inouye est réélu en 1968, 1974, 1980, 1986, 1992 et 1998. 
En 1973 et 1974, il siège à la commission d'enquête sénatoriale sur le scandale du Watergate. De 1975 à 1979, il préside la commission sénatoriale du Renseignement. En 1984, il est conseiller principal de la Commission Kissinger, un groupe bipartite examinant la politique américaine en Amérique centrale. De 1987 à 1995 et de 2001 à 2003, il préside la commission des Affaires indiennes. De 1987 à 1989, il préside une commission spéciale enquêtant sur la vente d'armes à l'Iran. 
En 1992, en pleine campagne électorale, il est accusé de harcèlement sexuel par une dizaine de femmes mais aucune plainte ne sera finalement déposée. Il est réélu sénateur avec 57 % des suffrages. En 1998, il obtient 79 % des voix, puis en 2004, Daniel Inouye est de nouveau réélu avec 76 % des voix contre 21 % au candidat du Parti républicain, Campbell Cavasso, ancien élu à la Chambre des représentants d'Hawaï (1985-1991). En 2010, il reçoit 74 % des voix à nouveau contre Cavasso.

#### Présidentpro temporedu Sénat
Le 28 juin 2010, à la suite du décès à 92 ans de Robert Byrd, sénateur de Virginie-Occidentale, il devient président pro tempore du Sénat. Traditionnellement, ce titre est accordé au plus ancien sénateur de la majorité.  

### Vie personnelle
En 1949, il épouse Margaret Shinobu Awamura dite « Maggie », avec qui il vit pendant 57 ans, jusqu'au décès de cette dernière, le 13 mars 2006 à l'âge de 81 ans des suites d'un cancer du côlon,,.
En 24 mai 2008, à l'âge de 83 ans, il épouse Irene Hirano (en), fondatrice et ancienne directrice du Japanese American National Museum (en) (Musée national des Nippo-Américains) qui meurt des suites d'un cancer le 7 avril 2020,. 
Hospitalisé au Walter Reed National Military Medical Center de Bethesda, Daniel Inouye meurt des suites de problèmes respiratoires, le 17 décembre 2012. En plus de son épouse, il laisse aussi un fils, Daniel Ken,.
Daniel Inouye repose au National Memorial Cemetery of the Pacific d'Honolulu, au côté de son épouse Margaret Shinobu Awamura, dite Maggie.

## Hommages

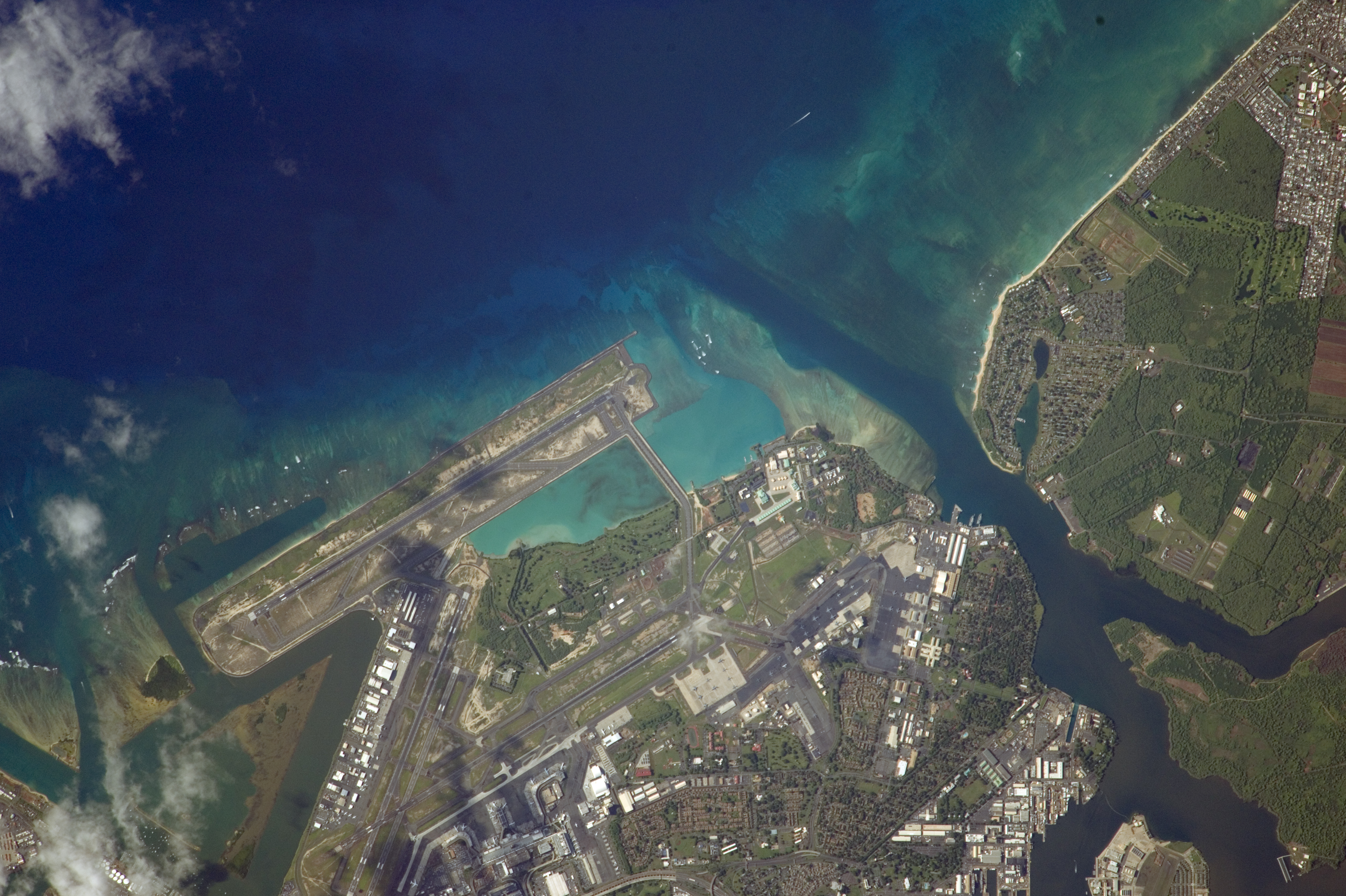
Aéroport international « Daniel K. Inouye » d'Honolulu, photographié depuis la Station spatiale internationale en 2017.

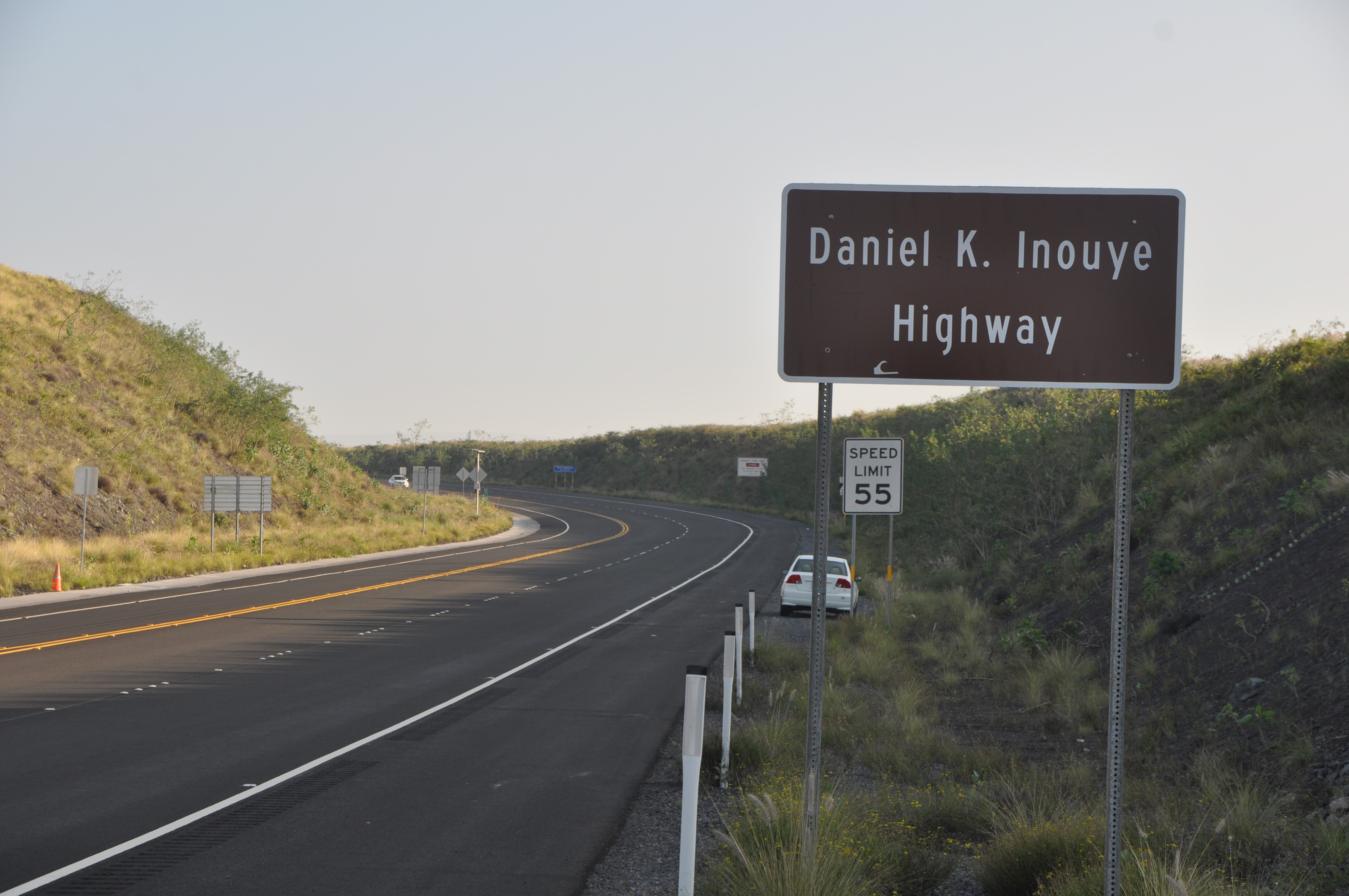
La Daniel K. Inouye Highway.

La Hawaii Route 200 qui traverse le centre de l'île est aussi appelée « Daniel K. Inouye Highway ». L'aéroport international d'Honolulu est également baptisé « Daniel K. Inouye » en son honneur.

## Prix et distinctions
- 1998 : récipiendaire de la Medal of Honor.

## Filmographie
- Miss Karaté Kid (1994) : lui-même.